# Liberty (Missouri)
Liberty – miasto w Stanach Zjednoczonych, w stanie Missouri, siedziba administracyjna hrabstwa Clay.

## Współpraca
Miejscowość partnerska:
- Diekirch, Luksemburg